# Miénteme (película)
Miénteme es una película de comedia romántica argentina-chilena de 2022 dirigida por Sebastián Schindel. Narra la historia de Bárbara y Julián que inician una relación amorosa, sin embargo, los amigos de ella sospechan sobre las intenciones de Julián y ejecutan un plan para desenmascararlo. Está protagonizada por Florencia Peña, Leonor Varela, Benjamín Vicuña y Lucas Akoskin. La película fue estrenada el 21 de septiembre de 2022 por Amazon Prime Video.

## Sinopsis
Bárbara se separa de su marido luego de que la engañara con un compañero del trabajo. A partir de esto, Eva su mejor amiga le presenta a Julián, un amigo del tenis de Matías, su esposo. Luego de varias incoherencias en la historia de vida de Julián, tanto Eva como Matías comienzan a sospechar que no dice ser quien es realmente y se ponen a investigar sobre su vida para que Bárbara no sufra otra decepción amorosa, sin embargo, en el camino irán dejando daños colaterales para tratar de exponer a Julián con su mentira, sobre todo su propio matrimonio.

## Reparto
- Florencia Peña como Bárbara "Barbi" Sáenz
- Leonor Varela como Eva
- Benjamín Vicuña como Julián Acosta
- Lucas Akoskin como Matías
- Flor Vigna como Claudia
- Luciano Castro como Tito
- Coca Guazzini como Alicia Marteloni
- Diego Leske como Horacio
- Agustina Suásquita como Tenista morocha
- Abian Vainstein como Médico Vieytes
- Jorge Lorenzo como Luis Suardi
- Martín Salazar como Emilio Rizzuti

## Recepción

### Comentarios de la crítica
La película recibió críticas negativas por parte de los expertos. Guillermo Courau del diario La Nación otorgó a la cinta dos estrellas, diciendo que se trata de «un compendio de situaciones amables, de rápida resolución y nula complejidad, que sirven para hacer avanzar la historia, concatenar momentos y no mucho más». Por su parte, Juan Pablo Russo del sitio web Escribiendo cine cuestionó las actuaciones del elenco, refiriéndose «se muestran forzados, incómodos en sus personajes, sobreactuados y para colmo de males utilizando un acento no propio que por momentos los hace quedar ridículos». Ezequiel Boetti del página web Otros cines otorgó a la película una crítica más favorable, alegando «lo que comienza como una comedia gruesa termina siendo un correcto ejercicio de género que mezcla los tópicos de las comedias de enredos con las de las buddy movies y las comedias románticas».
En una reseña para el portal de internet Leer cine, Santiago García escribió que es una «comedia forzada, en la que cada chiste, cada situación, cada diálogo es artificial, falso, tonto y terriblemente forzado». Por su lado, Marcelo Caffarata de Lúdico News criticó el guion, el cual no logra «detenerse en ningún mínimo detalle que le diese mayor calidad al producto, yendo directamente al trazo grueso y a un producto que deja la enorme sensación de estar hecho a las apuradas».